# Isonychia campestris
Isonychia campestris är en dagsländeart som beskrevs av Mcdunnough 1931. Isonychia campestris ingår i släktet Isonychia och familjen Isonychiidae. Inga underarter finns listade i Catalogue of Life.